# Линдберг, Сигрид
Сигрид Линдберг (швед. Sigrid Lindberg; 5 января 1871, Стокгольм — 16 марта 1942, там же) — шведская скрипачка. Дочь Карла Юхана Линдберга.

## Биография
Родилась 5 января 1871 года в Стокгольме. В 1886—1890 годах училась в Королевской высшей музыкальной школе в Стокгольме у своего отца, затем в Парижской консерватории у Анри Бертелье. Концертировала во Франции, снискав успех исполнением музыки Эдварда Грига. На протяжении многих лет была солисткой оркестра Королевской оперы. В 1926 году избрана в Шведскую королевскую музыкальную академию.
Армас Ярнефельт посвятил Линдберг свою «Колыбельную». Линдберг стала моделью для скульптуры Алисы Нурдин «Скрипачка» (1904).